# The Document Foundation
The Document Foundation — незалежна, самоврядна і меритократична організація, заснована на ідеалах вільного програмного забезпечення. Зареєстрована в Німеччині як некомерційна організація. Document Foundation орієнтована на розвиток LibreOffice — безплатного офісного пакета спадкоємця OpenOffice.org, і прийнятого на озброєння зростаючим числом державних адміністрацій, підприємств малого та середнього бізнесу для ефективності на настільних ПК.
Document Foundation є юридичним представництвом спільноти, створеним з представників спільноти, для підтримки спільноти і для забезпечення незалежності від окремих вендорів. Організація відстоює інтереси всієї екосистеми, пов'язаної з LibreOffice, включаючи розробників, користувачів, маркетологів, тестувальників, людей, котрі займаються впровадженням, і сервіс-провайдерів. Управління у Document Foundation організовано відповідно до принципів меритократії — рішення приймають представники спільноти, що вносять найбільший внесок у розвиток проєкту. Процес розробки та прийняття рішень повністю відкритий, прозорий і не залежний від окремих компаній. The Document Foundation доступна приватним особам і організаціям, які згодні з її основними цінностями та беруть участь в її діяльності.
Організація Document Foundation була анонсована і почала діяти восени 2010 року, але понад рік не мала офіційного юридичного статусу і діяла неформально. Навесні 2011 року було зібрано близько 100 тисяч євро пожертвувань на реєстрацію некомерційного фонду в Німеччині, створення якого затягнулося майже на рік. У лютому 2012 процес реєстрації був завершений та організації надано офіційний юридичний статус. Організація зареєстрована в Берліні і відповідає німецькій юридичній формі «Stiftung», визнаної у всьому світі, і ідеально відповідає завданням щодо підтримання незалежної спільноти і програмного забезпечення, яке воно розвиває.
На кінець червня 2014 фонд має понад 200 членів і понад 3000 добровольців-помічників по всьому світу.

## Виноски
1. ↑  Увидел свет офисный пакет LibreOffice 3.3.2 [Архівовано 18 травня 2015 у Wayback Machine.] // opennet.ru
2. ↑  The Document Foundation Officially Incorporated In Berlin, Germany. Архів оригіналу за 30 жовтня 2012. Процитовано 10 травня 2015.